# Bihari Mihály
| Bihari Mihály                             | Bihari Mihály                             |
| Kattints az alábbi külső linkek egyikére! | Kattints az alábbi külső linkek egyikére! |
| ----------------------------------------- | ----------------------------------------- |
| Nem található szabad kép.(?)              |                                           |
| külső link · jogvédett                    | Bihari Mihály. MTVA Archívum.             |

Bihari Mihály (Budapest, 1943. február 24. –) Széchenyi-díjas magyar jogtudós, politológus, egyetemi tanár, a politikatudományok akadémiai doktora. A magyar politológia-oktatás egyik megszervezője, a politikai rendszerek neves kutatója. 1999 és 2008, valamint 2010 és 2013 között az Alkotmánybíróság tagja, 2005–2008-ban elnöke. 1994 és 1998 között országgyűlési képviselő.

## Életpályája
Az általános iskola befejezése után kárpitostanuló volt, majd letette a szakvizsgát. Rövid ideig dolgozott szakmájában. 1963 és 1965 között töltötte sorkatonai szolgálatát, majd az Eötvös József Gimnáziumban végezte munka mellett középiskolai tanulmányait előbb esti, majd levelező tagozaton. 1966-ban érettségizett. Ezután 1971-ig az Eötvös Loránd Tudományegyetem Állam- és Jogtudományi Karán tanult és szerzett diplomát. Ezt követően 1974-ig az Eötvös Loránd Tudományegyetem Bölcsészettudományi Kar szociológia szakán szerzett másoddiplomát, illetve ezenkívül filozófiai szakosítót is szerzett.
1970-től tudományos gyakornokként dolgozott az Eötvös Loránd Tudományegyetem Állam- és Jogtudományi Kar Állam- és Jogelméleti Tanszékén. 1973-ban kapta meg tanársegédi, 1975-ben adjunktusi kinevezését. Több éven át részt vett a kari tanács munkájában, majd 1980–1981-ben az ELTE egyetemi tanácsának volt a tagja. Ezt követően a Művelődési Minisztérium egyetemi és főiskolai főosztályának vezetője lett. 1985-ben tért vissza az egyetemre (egyetemi docensi beosztásban). 1984-ben létrehozta az egyetemen a politikatudományi csoportot (tanszéket az akkori politikai rendszer miatt nem tudott létrehozni). 1989-ben a csoport átalakult tanszékké, amelynek vezetőjévé nevezték ki. 1993-ban vette át egyetemi tanári kinevezését. A tanszéket (amely később intézetté alakult át) 1999-ig vezette. Emellett 1993-ban az ELTE ÁJK Politikatudományi Doktori Iskola alapító elnöke lett. Ezenkívül tanított még az egyetem Bölcsészettudományi Karán, a mai Budapesti Corvinus Egyetemen és a győri Széchenyi István Egyetemen is. Egyetemi állásai mellett 1977-től 1981-ig az MTA Társadalomtudományi Intézetében dolgozott. 1985-ben az MTA Szociológiai Kutatóintézet helyettes igazgatójává nevezték ki, tisztségét 1989-ig viselte. Ezt követően 1994-ig az MTA Politikatudományi Intézet pártszociológiai kutatások osztályának vezetője volt.
1984-ben védte meg a politikai tudományok kandidátusi, 1993-ban akadémiai doktori értekezését. Az MTA Politikatudományi Bizottságának lett tagja, később a bizottság elnöki tisztével bízták meg. 1994 és 1997 között, valamint 2008-tól a Magyar Tudományos Akadémia közgyűlésének doktori képviselője. A Magyar Politikatudományi Társaság tagja, egy időben alelnöke, 1992–1994-ben elnöke volt. 1972 és 1983 között a Társadalmi Szemle című folyóirat külső szerkesztője, illetve 1990–1998-ban felelős szerkesztője és főszerkesztője volt.

### Közéleti tevékenysége
1972-ben belépett a Magyar Szocialista Munkáspártba. Politikatudományi írásai és a párt reformtáborában való részvétele miatt vitába keveredett a pártvezetéssel és három prominens társával együtt 1988-ban kizárták a pártból. Ezután készült vele, illetve Bíró Zoltánnal, Király Zoltánnal és Lengyel Lászlóval a Kizárt a párt című dokumentumfilm, majd abból a nagy sikert aratott, azonos című könyv. Alapító tagja volt 1987-ben a Magyar Demokrata Fórumnak (a párttá alakuláskor távozott a szervezetből) és az Új Márciusi Frontnak. 1988-ban rövid ideig segítette az újjáalakult Magyarországi Szociáldemokrata Párt munkáját. 1988–1989-ben a Nyilvánosság Klub ügyvezetője volt. 1993–1994-ben a Nyugdíjbiztosítási Önkormányzat képviselője volt az MSZOSZ képviseletében. Az 1994-es országgyűlési választáson pártonkívüliként, a Magyar Szocialista Párt támogatásával Budapest 17. választókerületében (Budapest XI. kerülete egy része) indult, megszerezve az egyéni mandátumot. Az Országgyűlésben az MSZP frakció tagja. Nincs adat arra, hogy a frakció álláspontjával szemben szavazott volna. A ciklus alatt az Országgyűlés alkotmány- és igazságügyi bizottsága alelnöke volt. 1998-ban nem indult a választáson.
1999-ben az Országgyűlés az Alkotmánybíróság tagjává választotta. 2005. október 11-én, Holló András akkori elnök mandátumának lejártával, megválasztották még az Alkotmánybíróság új elnökévé. Hivatalát november 12-én vette át az esztergomi prímási palotában, az Aranybulla előtt. Mandátuma 2008 júliusában járt le, az elnöki pozíciót addigi helyettese, Paczolay Péter vette át. Neve 2005-ben felmerült mint lehetséges köztársaságielnök-jelölt, 2010-ben pedig a második Orbán-kormány idején, a miniszterelnök javaslatára ismét bekerült az Alkotmánybíróság tagjai közé. Az Alkotmánybíróságnak 2013-ig, 70. születésnapjáig volt tagja.

## Családja
Apja, id. Bihari Mihály (1923–1985), BKV-ellenőrként dolgozott, az 1956-os forradalom idején az üzemi munkástanács elnöke volt, emiatt 1957-ben vizsgálati fogságba került. Édesanyja, Pató Zsuzsanna (1920–) villamoskalauz, majd ruhatáros volt. Szülei 1949-ben elváltak, édesanyja egyedül nevelte. Testvérei: Éva (1944) ápolónő és Ferenc Jenő (1958) autóbusz-vezető a BKV-nál. 1977 óta nős, felesége Varga Zsuzsanna jogász. Gyermekeik: Mihály (1980), Levente (1982) és Zsuzsanna (1988).

## Díjai, elismerései
- MSZOSZ-díj (1991)
- Demény Pál-emlékérem (1992)
- Bibó István-díj (1996)
- Lippai-díj (2004)
- A Magyar Érdemrend középkeresztje a csillaggal (2013)
- Prima díj (2016)
- Széchenyi-díj (2024)

## Főbb publikációi
- Közigazgatás és politika. Tanulmányok a közigazgatás köréből; szerk. Bihari Mihály; Kossuth, Bp., 1980
- Bevezetés az állam- és jogtudományokba. Tananyagok 1.; Nehézipari Műszaki Egyetem, Állam- és Jogtudományi Intézet, Miskolc, 1981
- Politikai és szervezetszociológiai szemelvénygyűjtemény; szerk. Bihari Mihály; Tankönyvkiadó, Bp., 1981
- Politika és politikatudomány. Tanulmányok; vál., szerk. Bihari Mihály; Gondolat, Bp., 1982
- Politikai rendszer és szocialista demokrácia; ELTE Állam- és Jogtudományi Kar Tudományos Szocializmus Tanszék, Bp., 1985 (Politikatudományi füzetek)
- Politikai rendszer és demokrácia; 2. átdolg. kiad.; ELTE, Bp., 1989 (Politikatudományi füzetek)
- Reform és demokrácia. Válság és kibontakozás; Eötvös, Bp., 1990
- Demokratikus út a szabadsághoz. Tanulmányok; Gondolat, Bp., 1990
- Bihari Mihály–Pokol Béla: Politológia; Tankönyvkiadó–ELTE, Bp., 1992
- A többpártrendszer kialakulása Magyarországon, 1985-1991. Tanulmánykötet; szerk. Bihari Mihály; Kossuth, Bp., 1992
- Magyar politika, 1944-1993. Tanulmányok; ELTE ÁJK Politológiai Tanszék–ELTE Jogi Továbbképző Intézet, Bp., 1993
- A többpártrendszerek kialakulása Kelet-Közép-Európában, 1989-1992. Tanulmánykötet; szerk. Bihari Mihály; Kossuth, Bp., 1993
- Magyar politika, 1945-1995. A magyar politikai rendszer történetének főbb szakaszai a második világháború után; Korona, Bp., 1996
- Bihari Mihály–Szidiropulosz Archimedes: Politológia. Tantervi program és szöveggyűjtemény középiskolák és középfokú kollégiumok hallgatói számára; Flaccus, Bp., 1997
- Bihari Mihály–Pokol Béla: Politológia; 5. jav., bőv. kiad.; Nemzeti Tankönyvkiadó, Bp., 1997
- "Alkotmányos rendszerünk fejlődési irányai"; szerk. Nagy Ferencné; JPTE Baráti Társaság, Pécs, 1998 (A Janus Pannonius Tudományegyetem Baráti Társasága kiadványa)
- "Képzeljetek embert". Politikaelméleti tanulmányok Schlett István 60. születésnapjára. Barátaitól, pályatársaitól, tanítványaitól; szerk. Bihari Mihály, Cieger András; Korona–ELTE ÁJK Politológia Tanszék, Bp., 1999
- Magyar politika, 1944-2004. Politikai és hatalmi viszonyok; Osiris, Bp., 2005 (Osiris tankönyvek)
- The final victory of the ideas of the revolution of 1956: the constitutional change of regime, and NATO and EU membership; szerk. Bihari Mihály, Király Béla, T. Kulcsár Andrea, angolra ford. Paul Bődy; ARP Atlanti Kutató és Kiadó Közalapítvány, Bp., 2006
- Bihari Mihály–Pokol Béla: Politológia; bőv., átdolg. kiad.; Nemzeti Tankönyvkiadó, Bp., 2009
- Ünnepi kötet Szalay Gyula tiszteletére, 65. születésnapjára; szerk. Bihari Mihály, Patyi András; Universitas-Győr Kft., Győr, 2010
- Iskola, társadalom, politika. Gazsó Ferenc tiszteletére, nyolcvanadik születésnapjára; szerk. Bihari Mihály et al; s.n., Bp., 2012
- Politológia. A politika és a modern állam. Pártok és ideológiák; Nemzedékek Tudása Tankönyvkiadó, Bp., 2013
- Bihari Mihály–Kósa Ferenc–Pozsgay Imre: Mi történt velünk. Magyarországi sorskérdések, 1987-2014; Éghajlat, Bp., 2014